# Service de renseignement
Un service de renseignement est une administration publique qui fait du renseignement (collecte et traitement d'informations) au motif de la sécurité nationale ou publique, par différents moyens : interception des communications, espionnage, surveillance des individus, cryptanalyse, évaluation d'informations publiques (ROSO). On parle aussi de communauté du renseignement pour désigner l'ensemble des services de renseignement d'un pays (exemple : communauté française du renseignement).

## Mission
Pour Olivier Forcade, « par renseignement, il faut entendre l'élaboration d'une information lors d'un processus de collecte d'informations brutes, de sources techniques ou humaines, qui sont traitées, c'est-à-dire déchiffrées, traduites, puis mises en forme littéraire ». Le renseignement est lui-même « produit par le recueil et le traitement des informations. Il sert avant tout aux décideurs […] Un produit tiré du recueil et du traitement d'informations pertinentes, servant de base à l'utilisateur pour étayer ses décisions ».

## Typologie des actions

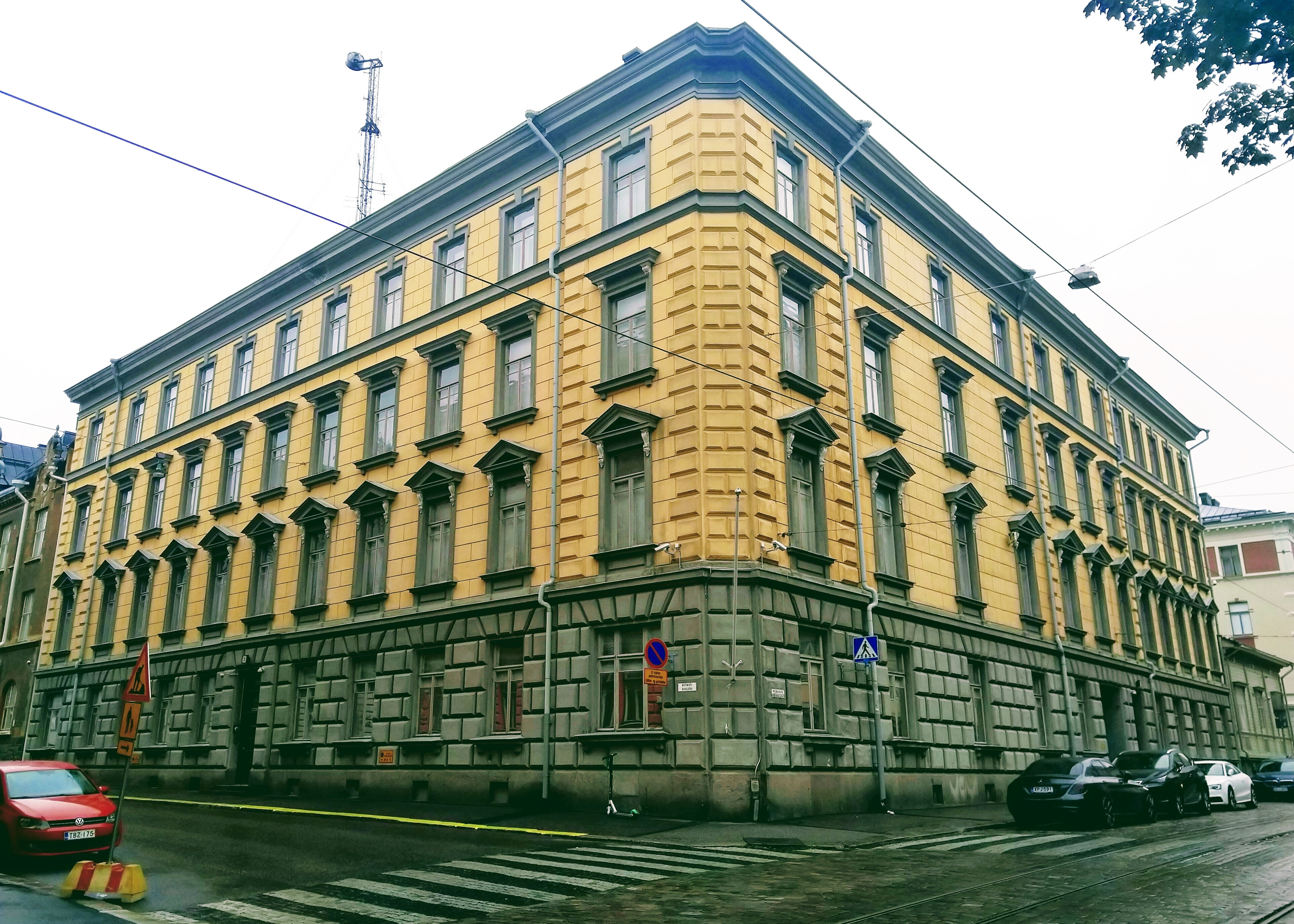
Siège de la SUPO à Helsinki, Finlande.

Les services de renseignement fournissent à leur gouvernement des services de veille et d'analyse, d'alerte relatifs à la sécurité nationale, sur l'état du monde et du territoire, ainsi que sur des crises imminentes, et sur les intentions et les actions d'ennemis potentiels ou avérés (prospective), sur les plans de défense et les opérations militaires ennemis ; les moyens de protection des secrets de l'État contre des services étrangers notamment. Ils mettent parfois en œuvre des actions secrètes visant à influence des événements extérieurs en fonction de l'intérêt national. Ils sont aussi actifs dans le contre-espionnage ou l'anti-terrorisme.
Certains services de renseignement ont été impliqués dans des assassinats, des ventes d'armes, des coups d'État, et la diffusion de fausses informations (intoxication, propagande, désinformation, subversion), aussi bien que d'autres opérations secrètes.

## Sources
La divulgation par Edward Snowden de documents classifiés de la NSA en 2013 a révélé que les services de renseignement américains et leurs alliés des Five Eyes étaient déjà très engagés dans la surveillance des télécommunications de masse, qui posent des problèmes juridiques et éthiques nouveaux. En France on apprendra le 6 juin 2016 par une enquête journalistique publiée par Mediapart, qu'une activité de surveillance généralisée, précoce, a été mise en œuvre dans le pays avant qu'elle ne soit autorisée par la loi. L'article de Jérôme Hourdeaux, intitulé La surveillance du Net a été généralisée dès 2009 montre qu'un outil dit IOL (pour Interceptions obligatoires légales) était utilisé dès 2009. Cette même année 2016, le Journal officiel a publié la liste des données techniques de connexion légalement accessibles aux services de surveillance.
Une question prioritaire de constitutionnalité (QPC) posée par la Quadrature du Net, la French Data Network (FDN) et FFDN, a porté sur plusieurs dispositions issues de la loi de programmation militaire (LPM) du 18 décembre 2013 autorisant l'« accès administratif » aux « données de connexion » (dispositions qui seront entre-temps modifiées par la loi renseignement (dont le Conseil constitutionnel a reconnu la constitutionnalité).
Les articles L 246-1 à L 246-5 du code de la sécurité intérieure (CSI) en vigueur jusqu'à l'intervention des décrets d'application de la loi renseignement (art. 26 de la loi du 24 juillet 2015) autorisaient trois ministères (de la Défense, de l'Intérieur et de l'Économie et des finances) à accéder aux « informations ou documents traités ou conservés par leurs réseaux ou services de communications électroniques ». Le champ d'application est plus large que celui la loi du 24 juillet 2015, limitée aux services de renseignement français, et il a le même objectif : autoriser, à certaines conditions, un accès administratif aux données de connexion (« informations ou documents » pouvant être aspirés par les services via les intermédiaires que sont les infrastructures, serveurs, fournisseurs d'accès, etc.).

## Contrôle
Les moyens et processus de contrôle des services de renseignement sont incomplètement connus étant donné le secret qui concerne une grande partie de leurs actions.
En France, au sein de la Fondation Jean-Jaurès, le Groupe Observatoire de la défense/Orion a suggéré la création d'une « inspection générale du renseignement », qui serait un organe, unique, d'inspection et d'évaluation, de conseil et de recommandations relatifs à l'administration, aux moyens, aux opérations mais aussi aux aspects déontologiques et éthiques des métiers du renseignement». Cette autorité indépendante des services de renseignement serait composée de personnes hautement qualifiées, soigneusement sélectionnées. En 2013, une mission parlementaire d'information sur l'évaluation du cadre juridique applicable aux services de renseignement considère qu'il faut étoffer les mécanismes de contrôle internes du Renseignement et a jugé idée a priori séduisante, mais considéré qu'un corps d'inspecteurs créé au sein des corps existants (inspection générale de la police nationale, contrôle général des armées, inspection générale des finances, etc.) mis à disposition de l'inspection des services de renseignement (ISR) suffirait, pouvant être saisie, au besoin, par le Premier ministre, les ministres compétents ou le coordonnateur national du renseignement et de la lutte contre le terrorisme.
Le principe de séparation des pouvoirs empêche que l'ISR puisse être saisie par la Délégation parlementaire au renseignement mais cette dernière pourrait demander au pouvoir exécutif l'ouverture d'une mission d'inspection sur un sujet précis, ce dernier jugeant ensuite de la pertinence de la requête.
La DPR pourrait être l'un des destinataires de certains rapports de l'ISR, au profit de l'exécutif pour qu'il puisse « assumer pleinement la responsabilité des actions menées par les services de renseignement. Il s'agit d'une condition indispensable à l'exercice du pouvoir mais également à l'effectivité du contrôle parlementaire sur le Gouvernement ».

### En Europe
La Convention européenne de sauvegarde des droits de l'Homme et des libertés fondamentales, par son article 8, alinéa 2, permet - à certaines conditions - de déroger au droit au respect de la vie privée et familiale, du domicile et des correspondances : « Il ne peut y avoir ingérence d’une autorité publique dans l’exercice de ce droit que pour autant que cette ingérence est prévue par la loi et qu’elle constitue une mesure qui, dans une société démocratique, est nécessaire à la sécurité nationale, à la sûreté publique, au bien-être économique du pays, à la défense de l’ordre et à la prévention des infractions pénales, à la protection de la santé ou de la morale, ou à la protection des droits et libertés d’autrui ». L’atteinte aux droits et libertés, si elle est envisageable, doit donc être légitime, nécessaire et proportionnée au but poursuivi.
De son côté, la Cour européenne des droits de l’Homme (CEDH), dans l’arrêt Klass c. Allemagne du 9 septembre 1978, a admis la nécessité, pour les États démocratiques, de disposer de services de renseignement car « Les sociétés démocratiques se trouvent menacées de nos jours par des formes très complexes d’espionnage et par le terrorisme, de sorte que l’État doit être capable, pour combattre efficacement ces menaces, de surveiller en secret les éléments subversifs opérant sur son territoire ».
Ce type d'ingérence doit être exceptionnelle, « prévue par la loi », et répondre à deux autres critères : l’accessibilité et la prévisibilité (la loi cadrant ces exceptions doit être accessible au citoyen, via le Journal officiel a minima (la CEDH a jugé que la possibilité d’accéder à la loi par Internet répondait à cette exigence). L’accessibilité ne relève cependant pas uniquement du champ matériel, mais aussi intellectuel : des dispositions trop vagues ou imprécises ne sauraient être considérées comme recevables.